# Varallo (Piemont)
Varallo (piemontesisch Varal) ist eine italienische Gemeinde in der Provinz Vercelli (VC), Region Piemont und ist Träger der Bandiera Arancione des TCI. Zur Unterscheidung der Gemeinde vom Ort Varallo (NO) wird der Ort wegen seiner Lage am Fluss Sesia auch Varallo Sesia genannt.

## Lage und Einwohner
Der Ort liegt im Valsesia auf einer Höhe von 450 m über dem Meeresspiegel, etwa 50 km nördlich der Provinzhauptstadt Vercelli. Das Gemeindegebiet umfasst eine Fläche von 88 km². und hat 6856 Einwohner (Stand 31. Dezember 2023).
Die Gemeinde besteht aus den Ortsteilen Crevola, Roccapietra, Morca, Balangera, Parone, Morondo, Varallo Sesia, Cortaccio, Erbareti, Grattera, Canepale, Massera, Molindelina, Salaro und Sabbia. Am 1. Januar 2018 wurde die Gemeinde Sabbia eingegliedert.
Die Nachbargemeinden sind Borgosesia, Cellio con Breia, Cesara, Civiasco, Cravagliana, Madonna del Sasso, Nonio, Quarna Sotto, Quarona, Valstrona und Vocca.

## Kultur und Sehenswürdigkeiten
Wahrzeichen von Varallo und zugleich berühmter Wallfahrtsort ist der heilige Berg Sacro Monte di Varallo (603 m), der an die heiligen Orte (Betlehem, Kalvarienberg, Nazaret usw.) von Palästina erinnern soll. Er ist eine große Touristenattraktion und ein bedeutender Faktor für die Wirtschaft des Ortes.
Im Juli findet eine regionale Messe, die Alpaà, in Varallo statt, auf der sich die Betriebe und Gemeinden des Valsesia präsentieren. In diesem Zusammenhang wird auch ein großer Jahrmarkt ausgerichtet.
Der Stadtbibliothek von Varallo Sesia wurden von dem italienischen Historiker Virgilio Ilari 25.000 Bände zur Militärgeschichte gespendet.

## Gemeindepartnerschaften
- Die, Frankreich

## Persönlichkeiten
- Angelo Geniani (1802–1867), römisch-katholischer Ordensgeistlicher, Generalabt der Zisterzienser

## Einzelnachweise

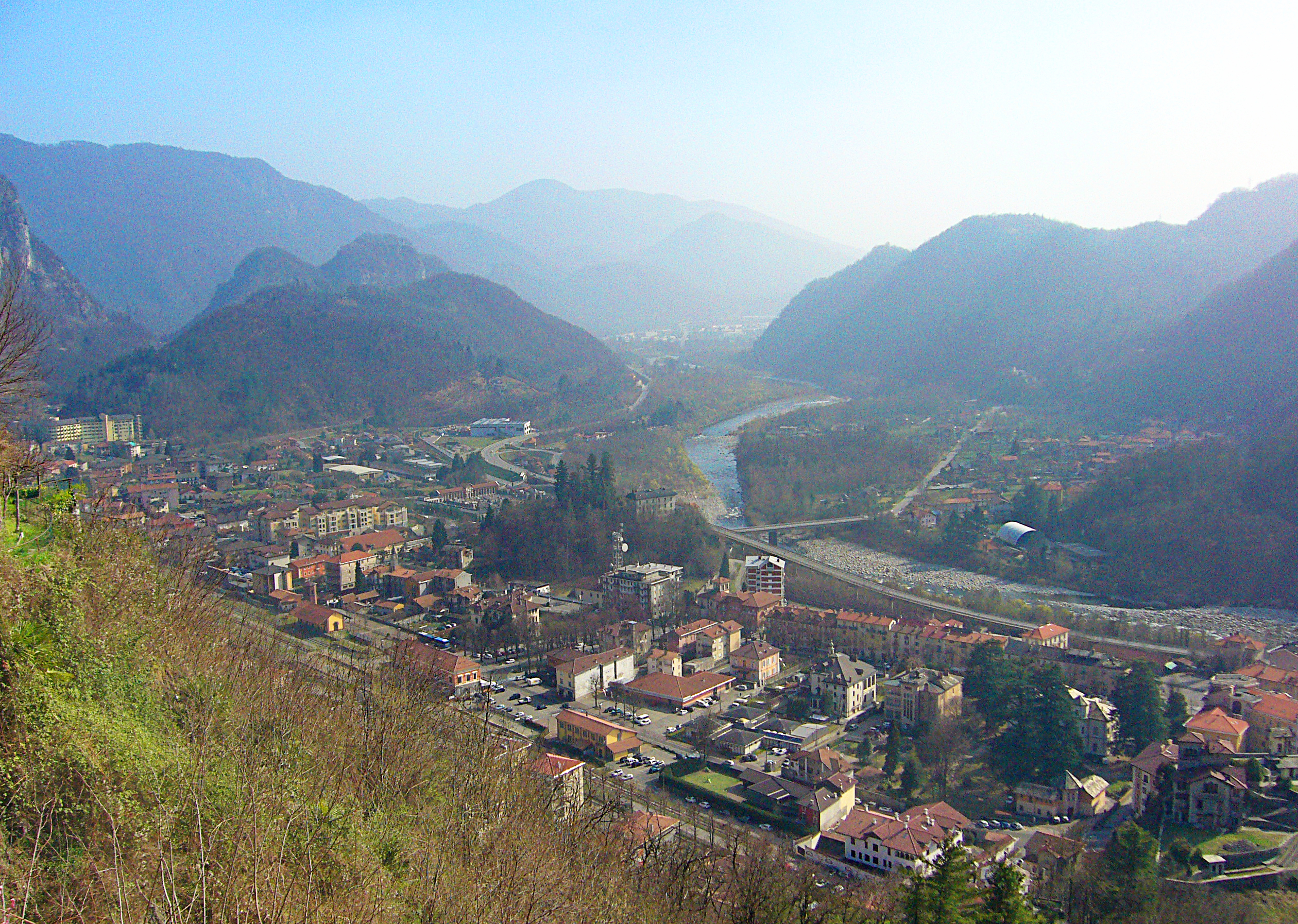
Blick vom Sacro Monte auf Varallo